# Jesper Larsson Träff
Jesper Larsson Träff (* 1961 in Kopenhagen) ist ein dänischer Informatiker.

## Leben
Nach dem Abitur 1980 Nakskov Gymnasium erwarb er 1989 den Master of Science, Informatik und Mathematik, an der Universität Kopenhagen. Er war von 1990 bis 1992 am European Computer-Industry Research Centre, München, tätig. Von 1993 bis 1995 absolvierte er ein Doktoratsstudium, Institut für Informatik, Universität Kopenhagen. Nach der Promotion 1995 Universität Kopenhagen war er von 1995 bis 1997 Postdoc am Max-Planck-Institut für Informatik. Von 1997 bis 1998 war er Postdoc/Research associate, TU München, Lehrstuhl für theoretische Informatik. Nach der Habilitation 2009 (Dr. scient.) an der Universität Kopenhagen war er 2010 wissenschaftlicher Koordinator für EU FP7 Projekt PEPPHER. Seit September 2010 war er Professor für Scientific Computing (befristet auf 3 Jahre) am Institut für Scientific Computing der Universität Wien. Er ist Ordinarius für Paralleles Rechnen an der TU Wien.
Im Zuge der Corona-Pandemie wurde bekannt, dass er die Leitung über die Fachgruppe „Wissenschaft, Forschung & Wissenschaftskultur“ der österreichischen, impfkritischen Partei MFG übernommen hat. Weiters ist er als Ansprechperson für die Abteilung „Wissensmanagement“ der Gruppe „Ärzte. Nicht Kammer.“ gelistet.
Seine Forschungsgebiete sind parallele Algorithmen, Scheduling, paralleles Computing, parallele Programmierung, parallele Programmiermodelle und Message Passing Interface (MPI).